# Talang Baru Ginting
Talang Baru Ginting is een bestuurslaag in het regentschap Bengkulu Utara van de provincie Bengkulu, Indonesië. Talang Baru Ginting telt 180 inwoners (volkstelling 2010).